# Kelleronia
- Commons
- Wikispecies

Kelleronia é um género botânico pertencente à família Zygophyllaceae.

## Espécies
- Kelleronia bricchettii
- Kelleronia eriostemon
- Kelleronia gillettii
- Kelleronia macropoda
- Kelleronia nogalensis
- Kelleronia obliadensis
- Kelleronia quadricornuta
- Kelleronia splendens

1. ↑  «Kelleronia — World Flora Online». www.worldfloraonline.org. Consultado em 19 de agosto de 2020